# Tricyphona (Tricyphona) confluens subconfluens
Tricyphona (Tricyphona) confluens subconfluens is een ondersoort van de tweevleugelige Tricyphona (Tricyphona) confluens uit de familie Pediciidae. De ondersoort komt voor in het Palearctisch gebied.